# آلن لوبا
آلن لوبا (فرانسوی: Alain Lebas‎؛ زادهٔ ۱۰ نوامبر ۱۹۵۳) قایقران کانو اهل فرانسه است.